# Уролания
Уролания е сексуална девиация, която представлява изпитването на сексуално удоволствие при наблюдаването на самия процеса на уриниране, но най-често свързан с директно уриниране върху; по и в различни места от тялото, което действие може да е както върху друго лице/лица, така и подлагане на уриниране от страна на друго лице/лица върху самото лице.
Жаргонния термин е писинг, също още наречен златен душ.
Обикновено извършването на действието е част от садомазохистични отношения господар/роб чрез деморализиране, унижение или подчинение на другия партньор. При несадомазохистични отношения се явява като удоволстие от моментна топлинна наслада и симбиоза на едно и също дейстие от различни полове и при равенство на отношенията. 